# Xã Heidelberg, Quận Berks, Pennsylvania
Xã Heidelberg (tiếng Anh: Heidelberg Township) là một xã thuộc quận Berks, tiểu bang Pennsylvania, Hoa Kỳ. Năm 2010, dân số của xã này là 1.724 người.